# Hluboš
Hluboš (německy Hlubosch) je obec v okrese Příbram ve Středočeském kraji, v údolí říčky Litavky, asi 6 km severně od Příbrami. Žije zde 673 obyvatel.

## Historie
První písemná zmínka o obci pochází z roku 1355. Odehrály se zde 2 bitvy – 8. září 1422 husitská bitva příbramských a Hanuše z Kolovrat. Příbramští byli tehdy poraženi (dodnes se místo bitvy jmenuje „V zabitých“). Druhá bitva u Hluboše proběhla okolo 13. března roku 1611, kdy do Čech vpadli Pasovští. Roku 1546 byla místní tvrz přestavěna na zámek. Koncem 17. století zde byl vystavěn kostel Nejsvětější Trojice.
Zámek Hluboš byl prvním rekreačním sídlem prezidenta T. G. Masaryka po vzniku Československé republiky. Masaryk zde s rodinou pobýval v letech 1920 až 1921, poté se prezidentským letním sídlem stal zámek v Lánech. V hlubošském zámku bývala v letech 2001 až 2010 expozice připomínající pobyt Masarykových.

## Obecní správa

### Části obce
- Hluboš (k. ú. Hluboš)
- Kardavec (k. ú. Kardavec)

K obci patří také Loudilka, Medalův Mlýn, Náves a Pičínský Mlýn.
V letech 1850–1920 k obci patřily i Dominikální Paseky.
Sousedními obcemi sídla jsou Pičín, Trhové Dušníky, Bratkovice a Čenkov.

### Územněsprávní začlenění
Dějiny územněsprávního začleňování zahrnují období od roku 1850 do současnosti. V chronologickém přehledu je uvedena územně administrativní příslušnost obce v roce, kdy ke změně došlo:
- 1850 země česká, kraj Praha, politický i soudní okres Příbram[5]
- 1855 země česká, kraj Praha, soudní okres Příbram
- 1868 země česká, politický i soudní okres Příbram
- 1939 země česká, Oberlandrat Tábor, politický i soudní okres Příbram[6]
- 1942 země česká, Oberlandrat Praha, politický i soudní okres Příbram[7]
- 1945 země česká, správní i soudní okres Příbram[8]
- 1949 Pražský kraj, okres Příbram[9]
- 1960 Středočeský kraj, okres Příbram
- 2003 Středočeský kraj, okres Příbram, obec s rozšířenou působností Příbram

### Starostové
- Jiří Prokeš (2010–2014)
- Bc. Jiří Čajan (od 2014)

### Znak a vlajka
Znak tvoří zelený štít pod červenou vypouklou hlavou se třemi zlatými cvočky hroty k sobě a vodorovným zlatým řetězem se sedmi články. Vlajku tvoří dva vodorovné pruhy, nahoře červený a dole zelený. V červené části vlevo se nachází tři zlaté cvočky hroty k sobě a dolní zelené části se nachází horizontální zlatý řetěz se sedmi články. Poměr šířky k délce listu je 2:3.

## Společnost

### Rok 1932
V obci Hluboš (přísl. Kardavec, 926 obyvatel, poštovní úřad, telegrafní úřad, četnická stanice, katol. kostel) byly v roce 1932 evidovány tyto živnosti a obchody: autodoprava, biograf Valet, obchod s cukrovinkami, prodej časopisů, družstvo pro rozvod elektrické energie v Hluboši, galanterie, 5 hostinců, holič, 2 kapelníci, kovář, 2 krejčí, malíř, 2 mlýny, obchod s obuví Baťa, obuvník, 2 pekaři, 3 obchody s lahvovým pivem, pokrývač, 2 řezníci, sadař, 3 obchody se smíšeným zbožím, Spořitelní a záložní spolek pro Hluboš, 2 švadleny, 2 trafiky, 2 trhovci, 2 truhláři, velkostatek, zámečník.

## Památky
- Kostel Nejsvětější Trojice
- Zámek s kaplí Svatého kříže, anglický park
- Západně od obce zbytky původního hamru Paďousy

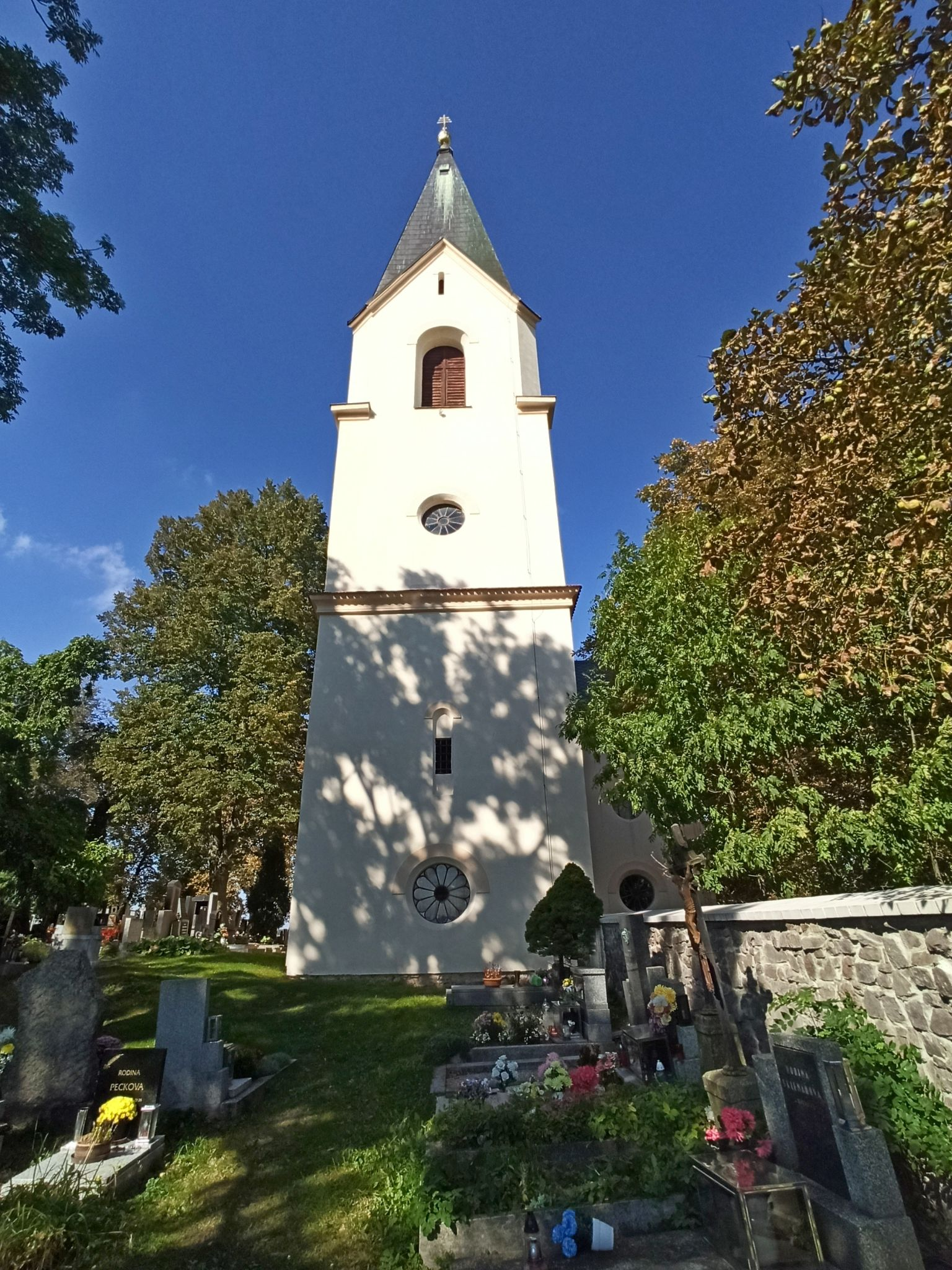
Kostel Nejsvětější Trojice

## Zajímavosti
- Botanická zahrada na zámku Hluboš byla nejstarší botanickou zahradou na území Čech a jednou z nejstarších ve střední Evropě – přes hlubošský park se dostaly některé stromy z Ameriky a z Číny do naší vlasti úplně poprvé. Jednalo se např. o ginkgo biloba, cedr libanonský, jalovec virginský, jedlovec kanadský, ale i např. thuje, či tis.

- Na zámku v roce 1937 natočil Hugo Haas s Adinou Mandlovou film Děvčata, nedejte se. V letech 2005–2008 zde natáčela televize Nova seriál Pojišťovna štěstí.

## Doprava

### Dopravní síť
Obcí vede silnice II/118 Nové Dvory – Budyně nad Ohří – Slaný – Kladno – Beroun – Zdice – Příbram – Kamýk nad Vltavou – Krásná Hora nad Vltavou – Petrovice. Do obce vedou silnice III. třídy. Železniční trať ani stanice či zastávka na území obce nejsou.

### Autobusová doprava 2024
Autobusovou dopravu v obci Hluboš zajišťuje společnost Arriva Střední Čechy. Obec je součástí Pražské integrované dopravy (PID). V obci se nachází zastávka Hluboš. V Kardavce se nachází zastávka Hluboš,Kardavec. Mezi Hlubošem a Kardavcem se nachází zastávka Hluboš,Loudilka. Obcí prochází autobusová linka 531 a obec je také výchozí nebo konečnou pro linku 504. Linka 504 spojuje Příbram se Lhotou u Příbramě, Obecnicí, Drahlínem, Sádkem, Bratkovicemi a Hlubošem. Linka 531 směřuje z Příbrami do Jinců a Hořovic.

## Turistika
Územím obce vede turistická trasa  Pod Provazcem – Hluboš, U Kříže – Skorotín – Příbram.